# Trichoniscus gudauticus
Trichoniscus gudauticus är en kräftdjursart som beskrevs av Borutzkii 1977B. Trichoniscus gudauticus ingår i släktet Trichoniscus och familjen Trichoniscidae.

## Underarter
Arten delas in i följande underarter:
- T. g. gudauticus
- T. g. anomalus